# 249e division de fusiliers (1re formation)
Pour les articles homonymes, voir 249e division.
La 249e division de fusiliers (russe : 249-я стрелковая дивизия) est une division d'infanterie soviétique de la Seconde Guerre mondiale.
Elle est la cinquième d'un groupe de 10 divisions de fusiliers de l'Armée rouge formées à partir de cadres des troupes frontalières et intérieures du NKVD, très peu de temps après l'invasion allemande, dans le district militaire de Moscou. Elle est initialement affectée à la 31e armée, qui rejoint le Front de réserve en juillet. En décembre, elle est déplacée vers le nord pour rejoindre la 4e armée de choc sur le front du Nord-Ouest. Lorsque ce front rejoignit la contre-offensive hivernale en janvier 1942, la 249e joue un rôle de premier plan dans l'encerclement et la destruction d'un régiment d'infanterie allemand qui venait d'arriver par chemin de fer depuis la France. Elle aide ensuite à reprendre les villes d'Andreapol et Toropets sous contrôle allemand, capturant des approvisionnements importants et débordant profondément la 9e armée allemande. Plus tard dans le mois, elle est transférée avec son armée au sein du front de Kalinine et, début février, fait une avance avortée sur Vitebsk. Malgré cet échec, le 16 février, elle est transformée en unité de la Garde, la 16e division de fusiliers de la Garde (en).

## Historique

### Formation
La division commence à s'organiser le 26 juin 1941 à Zagorsk dans le district militaire de Moscou, en même temps que dix divisions du NKVD.
Bien que l'ordre initial pour sa formation vienne du NKVD, la division est entièrement sous l'administration de l'Armée rouge lorsqu'elle part pour le front début juillet. Son ordre de bataille est le suivant, :
- 917e régiment de fusiliers
- 921e régiment de fusiliers
- 925e régiment de fusiliers
- 779e régiment d'artillerie
- 307e bataillon antichar
- 326e batterie antiaérienne (plus tard 526e divizion antiaérien)
- 328e compagnie de reconnaissance
- 417e bataillon de sapeurs
- 669e bataillon des transmissions
- 267e bataillon médical/sanitaire
- 247e compagnie de défense chimique (anti-gaz)
- 65e compagnie de transport automobile (plus tard 470e)
- 287e boulangerie de campagne
- 812e succursale postale de campagne

Le major-général German Tarasov, qui dirigera la division pour le reste de sa première formation, prend le commandement le 2 juillet. La division est affectée à la 31e armée le 10 juillet et commence le combat le 18 juillet. À en juger par les rapports sur d'autres divisions formées par le NKVD, comme les 250e et 251e divisions, la 249e est loin d'être complète lorsqu'elle entre au combat.

### Dans le front de réserve
La 31e armée, commandée par le major-général VN Dalmatov comprend initialement quatre divisions du NKVD, les 244e, 246e, 247e et 249e. Le 30 juillet, la réserve de front est formée sous le commandement du général d'armée Gueorgui Joukov et l'armée, qui comprend désormais également la 119e division de fusiliers, y est affectée. On lui confia la responsabilité d'une ligne allant de la mer de Moscou à Kniaji Gori en passant par Chiparevo et Chtchoutche, avec son quartier général à Rjev. Selon un ordre envoyé par Joukov le 6 août, la 31e armée doit défendre ses positions et effectuer des reconnaissances le long du lac Loutchane, de la rivière Mochnitsa, d'Andreapol et de la ligne Bely.
Le 25 août, la STAVKA ordonne à l'armée de rester sur place et de continuer à fortifier son secteur défensif. Au début du mois de septembre, l'armée n'a sous commandement que les 119e, 247e et 249e divisions en raison de transferts vers d'autres armées, mais à partir du 1er octobre, elle compte deux autres divisions sous commandement. En octobre, alors même que le groupe d'armées Centre commence sa dernière offensive sur Moscou, la 249e division est réaffectée à la 22e armée du front de Kalinine, qui était en reconstruction après avoir été partiellement envahi par les forces allemandes en septembre. En décembre, la 249e est de nouveau transférée à la 27e armée, qui est bientôt rebaptisée 4e armée de choc, au sein du front du Nord-Ouest, à temps pour la contre-offensive générale soviétique contre le groupe d'armées allemand Centre qui commence le 5 décembre.

### Offensive Toropets-Kholm
Le 18 décembre 1941, la STAVKA ordonne une offensive du front du Nord-Ouest depuis la région d'Ostachkov en lien avec le front de Kalinine, à lancer le 24 décembre. Dès le lendemain, le chef d'état-major, le maréchal Boris Chapochnikov, reporte la date du début de l'offensive aux 29 et 30 décembre. Cependant, la rareté du réseau routier dans la zone de concentration des formations des deux armées a contraint l'opération à être reportée d'une semaine supplémentaire.
Les conditions hivernales rigoureuses s'avèrent également un obstacle, retardant encore davantage la concentration des troupes, et ce n'est que les 7 et 8 janvier 1942 que des forces suffisantes sont en place pour le début de l'offensive. Malgré cela, certaines unités plus petites, ainsi que les services arrières de plusieurs unités de première ligne, sont à la traîne et doivent rattraper l'offensive après son début le 9 janvier. Les troupes des 3e et 4e armées de choc sont déployées sur un front d'environ 100 km. La majeure partie de la 253e division d'infanterie allemande tient la ligne contre la 4e armée de choc. La division allemande est subordonnée au XXIIIe corps d'armée de la 9e armée du groupe d'armées Centre. Les positions allemandes sont dispersées, formées d'avant-postes fortifiés et parfois réduites, dans les zones difficiles, à de simples patrouilles  mais, d'un autre côté, la 253e division occupe ces positions depuis fin octobre et a donc eu largement assez de temps pour les préparer et les fortifier. En réserve se trouvent la brigade de cavalerie SS et la 81e division d'infanterie qui, partie de France le 23 décembre, doit arriver par chemin de fer dans la région de Toropets.
Le plan final est le suivant : la 3e armée de choc doit porter le coup principal en direction de Velikié Louki tandis que la 4e doit avancer sur Peno et Andreapol le long de la voie ferrée jusqu'à Toropets. Les troupes des deux armées de choc occupent leurs positions de barrage dans la nuit du 8 au 9 janvier. Le lendemain matin, l'offensive commence après une préparation d'artillerie de 90 minutes. La 4e armée de choc fait beaucoup plus de progrès le premier jour que la 3e, gagnant entre 8 et 15 km. Une grande partie de la différence entre les deux armées peut s’expliquer par leurs effectifs réels. Les divisions « aguerries » de la 3e armée de choc ont subi des pertes lors d'opérations précédentes et comptent en moyenne environ 8 700 officiers et hommes chacune, tandis que les nouvelles divisions de la 4e armée de choc, dont la 249e, comptaient en moyenne plus de 11 100 soldats. Les forces de l'artillerie sont également très différentes : la 4e armée de choc a un total de 790 canons de calibre 76 mm ou plus, tandis que la 3e armée de choc n'en a que 489.

### Embuscade d'Okhvat
Les premiers éléments de la 81e division d'infanterie, le 189e régiment d'infanterie ainsi que le 2e bataillon du régiment d'artillerie 181 et la 3e compagnie du bataillon du génie 181, reçoivent l'ordre de débarquer à Toropets et Andreapol et d'avancer vers Okhvat, dans une tentative de stabiliser le front brisé par l'offensive des fronts du Nord-Ouest et de Kalinine. La 4e armée de choc, précédée par ses unités à ski, parvient à couper les voies de fuite allemandes et forme un motti, selon le mot finlandais désignant les forces soviétiques encerclées pendant la guerre d'Hiver de 1939-40. Mais alors que de nombreux motti avaient résisté pendant des semaines, voire plus, en raison du manque d'effectifs des Finlandais, ce motti allemand n'a pas eu autant de chance. Le régiment est attaqué de front par la 249e division de fusiliers, renforcée par de l'artillerie et des chars. Au même moment, il est pris de flanc par la 332e division de fusiliers. Le combat dure du 13 au 15 janvier et se termine par la destruction complète du 189e régiment ; plus de 1 100 hommes sont tués et seuls 40 artilleurs réussissent à s'échapper vers les lignes allemandes. Toute la série d'événements s'est déroulée si rapidement que le régiment n'a même pas été identifié sur les cartes de situation allemandes.

### Bataille pour Toropets
Le 16 janvier, la 249e division est en tête de la 4e armée de choc pour la prise d'Andreapol, où elle capture du ravitaillement clé. L'attaque se poursuit vers Toropets. La ville est défendue par des éléments de la 403e division de sécurité et des restes de la 123e division d'infanterie, qui avait auparavant fait face à la 3e armée de choc. Ils gardaient de vastes entrepôts allemands, vitaux pour les deux camps. De nouveau en tête, la 249e division atteint la périphérie de Toropets le 19 janvier, bientôt rejointe par la 48e brigade de fusiliers. Le lendemain, à 14 heures, la gare et le dépôt sont saisis, au moment même où la 39e brigade de fusiliers et la 360e division de fusiliers rejoignent le combat. Toropets est complètement débarrassée des forces allemandes à 10 heures le 21 janvier, et la quantité de matériel et de biens capturés est immense : six chars ; des centaines d'armes d'infanterie ; 723 véhicules automobiles ; 450 000 obus d'artillerie ; plusieurs millions de cartouches pour armes légères ; un millier de fûts de carburant ; et, surtout, pas moins de 40 entrepôts de nourriture capables de nourrir plusieurs milliers d’hommes affamés de l’Armée rouge.
Le 23 janvier, la 4e armée de choc est transférée sur le front de Kalinine. Le 30 janvier, la 249e et la 51e brigade de fusiliers reçoivent l'ordre d'avancer sur Vitebsk, mais à ce moment-là, il ne reste plus que 1 400 « baïonnettes » (fantassins et sapeurs) dans la division. La division commence une avancée sur cette ville, contournant Souraj (en) et laissant la 51e brigade l'assiéger. Mais les réserves allemandes se rassemblent et la brigade de fusiliers est repoussée, laissant la 249e division sous la menace d'un encerclement. Les unités de l'armée qui avancent vers Roudnia et Demidov sont également repoussées. Le 6 février, la position de la 4e armée de choc s'était stabilisée. Les 3e et 4e armées de choc, parties sur un front de 100 km, occupent désormais un front de plus de 500 km. Le 16 février, en reconnaissance de ses victoires lors de l'offensive, la 249e division de fusiliers fut rebaptisée 16e division de fusiliers de la Garde (en). Le 16 mars, elle est récompensée par l'attribution de l'Ordre de Lénine.